# Guidning

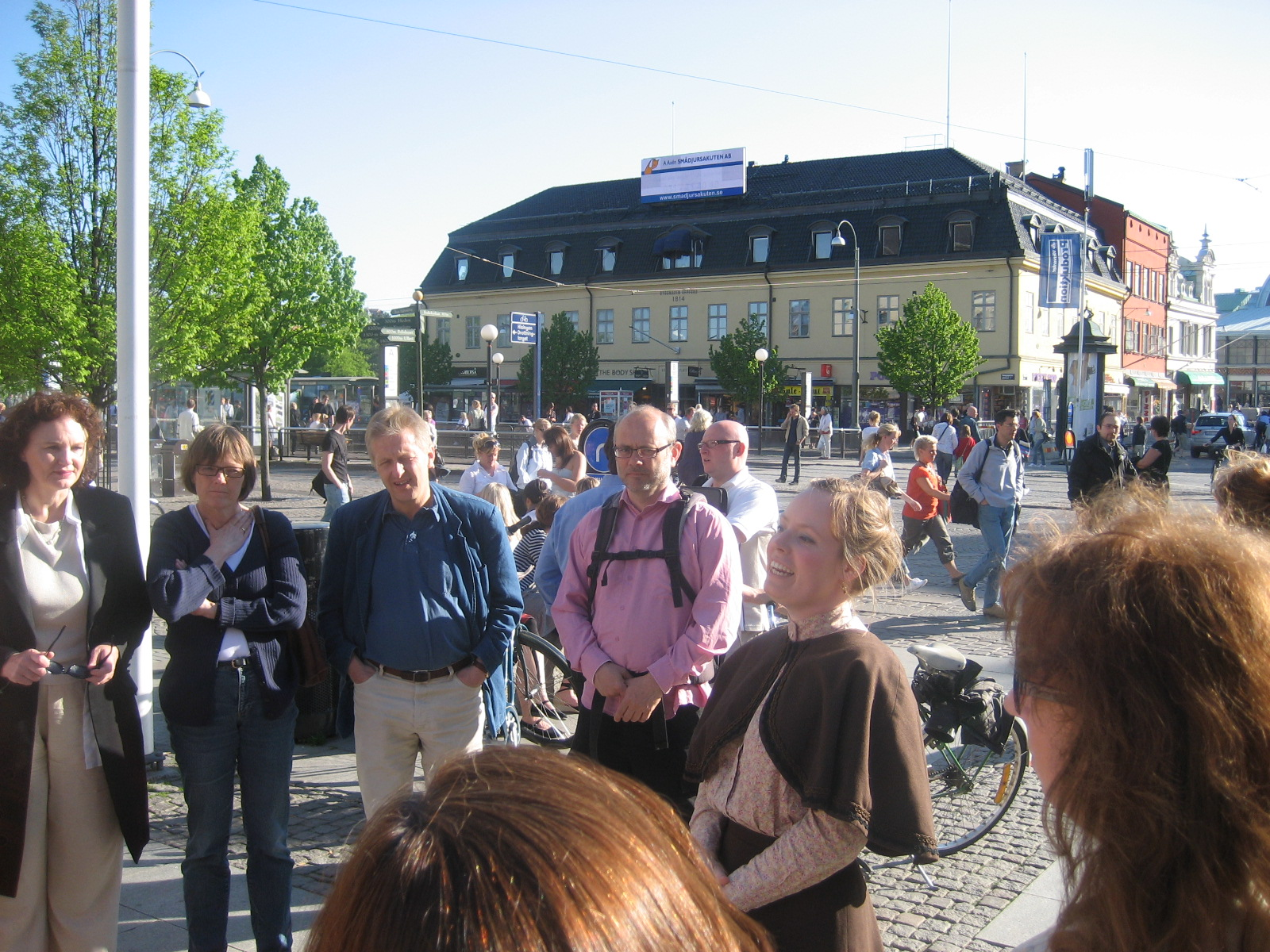
En guidad stadsvandring vid Kungsportsplatsen i Göteborg.

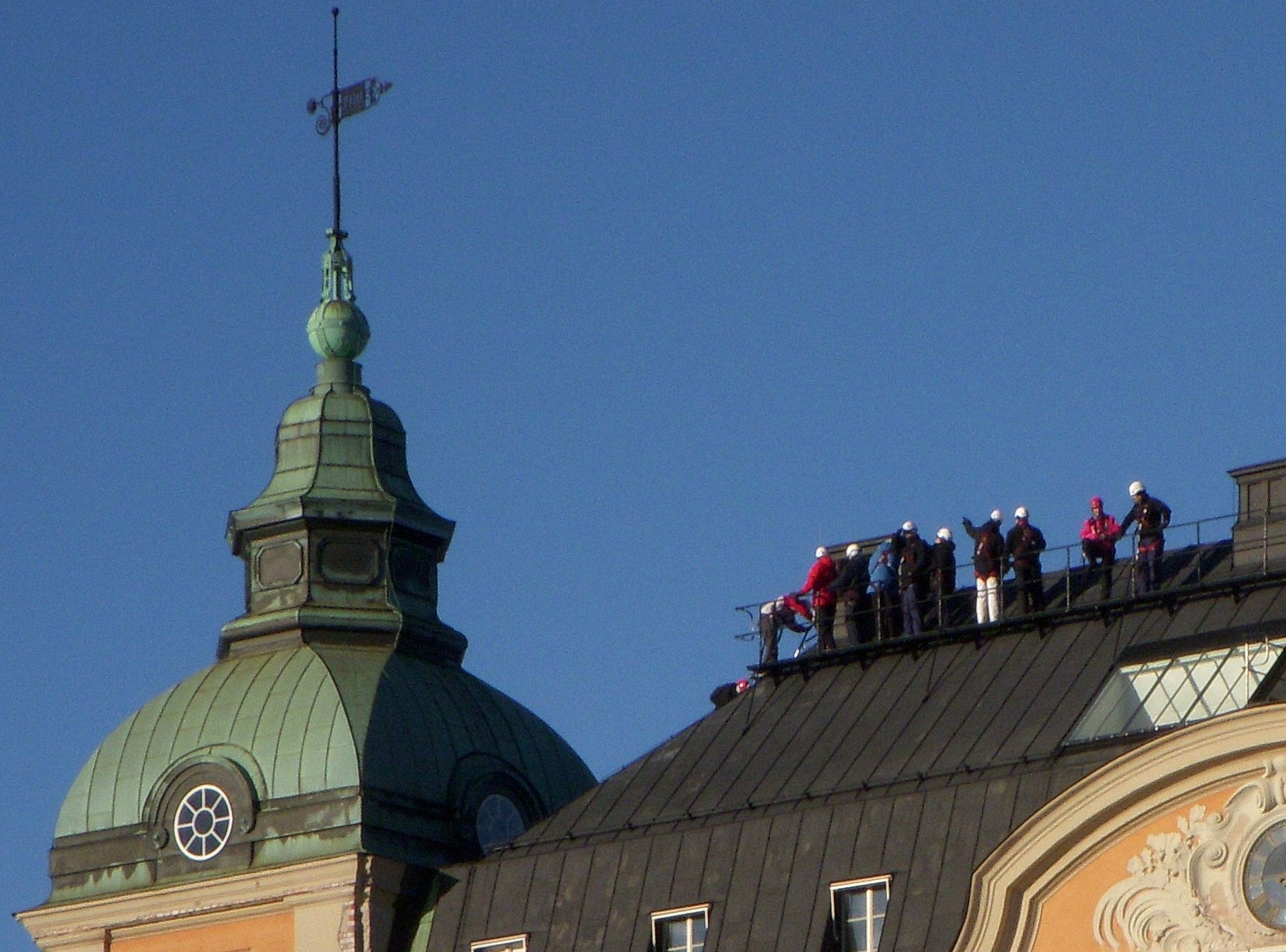
En guidad takvandring i Stockholm.

En guidning (uttal: /'gajdniŋ/) eller guidad tur är en rundvandring med turister eller besökare som leds av en person med särskilda förkunskaper om det man passerar på turen. En guidning kan gå genom ett museum, en byggnad, en stad eller ske ombord på ett fordon, exempelvis buss eller båt. Vissa guidningar förmedlar allmän kunskap om föremålet för turen, medan andra har ett särskilt tema, såsom en särskild historisk period, litterära miljöer eller ockultism.
En upplevelseguidning är en guidad tur med äventyrliga och spännande inslag såsom skådespelande guider eller där turisterna involveras i guidningen. 
En guidning kan även vara i tryckt form som i exempelvis guideböcker och då guidar läsaren sig själv genom objektet.

## Guidning i stadsmiljö
En guidning i stadsmiljö kan kallas för stadsvandring och utföres främst till fots. En stadsvandring belyser oftast en stads historia eller kan också utgå från ett visst tema. 
I Sverige har stadsvandringar arrangerats i Visby åtminstone sedan 1930-talet, och i Stockholm sedan 1940-talet. I Stockholm startades de för att berätta om staden ur ett byggnadshistoriskt, arkeologiskt och kulturhistoriskt perspektiv. Stadsvandringar var dock, trots att de förekom, sällsynta innan 1970 då intresset för stadslandskapet steg, eventuellt som en reaktion på de omfattande rivningar av äldre bebyggelse som skedde i många av Sveriges städer under 1960-talet. Stadsvandringar i Sverige genomförs normalt av auktoriserade guider från olika turistbyråer som ägs av en kommun eller av kommunala företag.
Under 1980-talet började allt fler städer arrangera stadsvandringar och i slutet av 1990-talet tog fenomenet ny fart. Då stod främst museer och studieförbund för utbudet, vid sidan av frilansande guider. Senare har även turistbyråer arrangerat stadsvandringar. Vi har även sett att stadsvandringar har fått ett stort uppsving genom att många stadsvandringar har utgått från olika teman, som till exempel mord, spöken och kärlek.
En stadsvandring kan ses som ett forum för berättande med en stark social aspekt. Fenomenet resulterar i kunskapsförmedling, underhållning, möten mellan främlingar, utomhusvistelse samt motion. Verksamheten är inne i en utvecklingsfas där dramatisering av innehållet, nya tekniska hjälpmedel samt en förskjutning mot en mer modern historia pågår. Stadsvandringar genomförs oftast i större städer.